# Taliqua Clancy
Taliqua Clancy (* 25. Juni 1992 in Kingaroy) ist eine australische Beachvolleyballspielerin. Sie wurde fünfmal Asienmeisterin und errang 2021 die olympische Silbermedaille.

## Karriere
Clancy probierte verschiedene Sportarten, bevor sie an der Highschool zum Volleyball kam, und da sie weit vom Strand entfernt aufwuchs, spielte sie zunächst in der Halle. Im Alter von fünfzehn Jahren erhielt sie ein Stipendium der Queensland Academy of Sport und zog nach Brisbane. Zwei Jahre später zog sie zur weiteren Förderung nach Adelaide. Die Leichtathletin Cathy Freeman war für die Aborigine ein Vorbild.
Bei der U19-Weltmeisterschaft 2009 in Alanya erreichte Clancy mit Katie Bartoli den neunten Platz. Im gleichen Wettbewerb kam sie ein Jahr später mit Eliza Hynes in Porto auf den dritten Rang. 2011 spielten Clancy/Hynes in Åland und Den Haag ihre ersten Open-Turniere der World Tour. Bei der U21-WM 2011 in Halifax belegten sie den 19. Platz. Die Sanya Open auf der World Tour 2012 waren ihr letztes gemeinsames Turnier. Anschließend bildete Clancy ein neues Duo mit Mariafe Artacho del Solar. Beim Challenger-Turnier in Seoul wurden Clancy/Artacho Neunte. Anschließend erreichten sie bei der U21-WM, die erneut in Halifax stattfand, den dritten Rang. Ihr einziges gemeinsames Open-Turnier spielten sie in Bang Saen. Bei der Asien-Meisterschaft wurden sie in China Vierte.
Seit 2013 spielte Clancy mit Louise Bawden. Bawden/Clancy beherrschten die nationale und kontinentale Tour mit diversen Turniersiegen. So gewannen sie die australischen Meisterschaften. Auf der World Tour 2013 kamen sie als Neunte der Grand Slams in Corrientes und Rom in die Top Ten. Bei der WM in Stare Jabłonki erreichten Bawden/Clancy als Gruppenzweite die erste Hauptrunde, in der sie gegen die Spanierinnen Liliana/Baquerizo ausschieden. Nach der WM wurden sie Neunte in Gstaad und Fünfte in Moskau. 2014 waren sie zunächst wieder auf nationaler Ebene erfolgreich und verteidigten ihren Landesmeistertitel. Für Clancy war es die zweite Meisterschaft, für Bawden die fünfte in Folge. Im Juni gewannen sie in China die Asienmeisterschaft. Auf der World Tour 2014 wurden sie Neunte in Shanghai, Moskau und Den Haag sowie Fünfte in Berlin und Long Beach. In die Saison 2015 starteten sie mit einem fünften Platz in Fuzhou und einem neunten Rang in Moskau. Als Dritte des Poreč Major gewannen sie ihre erste Medaille bei einem FIVB-Turnier und in Stavanger wurden sie wieder Fünfte. Bei der WM in den Niederlanden kamen sie als Gruppenzweite in die KO-Phase und gewannen dort gegen die Schweizerinnen Forrer/Vergé-Dépré und die Niederländerinnen Meppelink/van Iersel, bevor sie sich im Viertelfinale dem brasilianischen Duo Lima/Fernanda geschlagen geben mussten und die WM auf dem fünften Rang beendeten. Bei den anschließenden Turnieren in Gstaad, Yokohama und Long Beach belegten sie die Plätze fünf, neun und vier. Im Oktober wurden sie in Hongkong erneut Asienmeisterinnen.
Auf der World Tour 2016 wurden Bawden/Clancy Vierte in Vitória, Neunte in Moskau und Fünfte in Hamburg. Weitere neunte Plätze erreichten sie in Gstaad und Klagenfurt. Als fünftbestes Team der Olympiarangliste qualifizierten sie sich für die Olympischen Spiele in Rio. Dort gewannen sie alle Vorrundenspiele und das Achtelfinale gegen die Polinnen Kołosińska/Brzostek. Im Viertelfinale mussten sie sich dem US-Duo Walsh/Ross geschlagen geben und belegten somit den fünften Rang. Im April 2017 wurden Bawden/Clancy zum dritten Mal Asienmeisterinnen. Nach mehreren fünften und neunten Plätzen auf der World Tour und einem 17. Platz bei der WM in Wien trennten sich die beiden.
Seit Oktober 2017 war Mariafe Artacho del Solar wieder Clancys Partnerin. Die beiden Australierinnen hatten auf der World Tour 2017/18 zahlreiche Top-Ten-Ergebnisse und gewannen dabei die Turniere in Qinzhou, Sydney, Luzern und Espinho. Beim World Tour Final in Hamburg wurden sie Dritte und gewannen anschließend die Asienmeisterschaft. 2019 setzten Clancy/Artacho ihre Erfolgsserie fort. Zunächst siegten sie zum ersten Mal gemeinsam bei den Landesmeisterschaften. Im April wurde sie erneut Asienmeisterinnen und auf der World Tour wurden sie Dritte in Xiamen, Zweite in Jinjiang und siegten in Warschau sowie in Chetumal. Bei der Weltmeisterschaft in Hamburg gewannen sie die Bronzemedaille. 2021 wurden sie noch einmal australische Meisterinnen und spielten danach auf den 4-Sterne FIVB-Turnieren in Cancún und erreichten die Plätze fünf, neun und eins sowie in Gstaad Platz neun. Bei den Olympischen Spielen in Tokio erreichten die beiden Australierinnen als Gruppenzweite die KO-Runde, in der der sie nach Siegen über Xue/Wang X., Pavan/Humana-Paredes und Graudiņa/Kravčenoka das Endspiel erreichten. Nach einer 0:2-Niederlage im Finale gegen die US-Amerikanerinnen Klineman/Ross gewannen sie die Silbermedaille.
2022 in der neu geschaffenen Volleyball World Beach Pro Tour erreichten die beiden Australierinnen zunächst das Halbfinale in Doha und das Finale in Kuşadası bei Challenge Turnieren. Beim Elite16-Event in Ostrava reichte es zum Viertelfinale ebenso wie bei den Weltmeisterschaften in Rom. Dort gewannen sie gegen Leila Martinez / Lidy Echeverria aus Kuba ebenso wie gegen die Ägypterinnen Farida El Askalany und Doaa Elghobashy, verloren jedoch gegen Terese Cannon und Sarah Sponcil aus den Vereinigten Staaten, dies reichte zum zweiten Platz in der Gruppe H. Nach Siegen über Sandra Ittlinger / Isabel Schneider und die damaligen Weltranglistenersten Katja Stam und Raïsa Schoon aus den Niederlanden scheiterten Artacho/Clancy denkbar knapp an den späteren deutschen Bronzemedaillengewinnerinnen Cinja Tillmann und Svenja Müller. Beim anschließenden Elite16 in Gstaad wurden sie Dritte und beim Challenge in Espinho gelang ihnen der erste Sieg auf der Pro Tour.
Beim World Tour Final 2022, das Anfang des folgenden Jahres ausgetragen wurde, verpassten Mariafe/Clancy als Vierte knapp das Treppchen. Das erreichten sie jedoch bei den drei folgenden hochwertigsten Veranstaltungen der Tour mit zwei Bronzerängen in Doha und Tepic sowie dem Finaleinzug in Uberlândia. Bei den Welttitelkämpfen des Jahres sowie den anschließenden Tour Finals standen sie wieder im Halbfinale. Dieses erreichten sie erst wieder bei den Olympischen Spielen 2024 in Paris. Als Pooldritte bezwangen sie Carol / Bárbara und Esmée / Zoé in den folgenden Runden, ehe sie sich gegen Ana Patrícia / Duda und Hüberli / Brunner geschlagen geben mussten.
Im November 2024 startete Clancy zusammen mit Georgia Johnson und belegte mit ihr beim Challenge in Chennai den fünften Rang sowie bei den gleichwertigen Veranstaltungen in Haikou und Nuvali den siebten Platz. Anschließend war die Zusammenarbeit schon wieder beendet. In der neuen Saison bildeten Clancy und Jana Milutinovic ein Beachpaar. Nach zwei Turniersiegen bei der heimatlichen Beachserie gelang dem Duo beim Challenge in Stare Jablonki sein bis zu diesem Zeitpunkt wertvollster gemeinsamer Erfolg. Nachdem sie die Qualifikation unbeschadet überstanden hatten, eliminierten sie als Pooldritte nacheinander Štochlová / Svozilová und  van Driel / Bekhuis, bevor ihnen die  US-Amerikanerinnen Donlin / Denaburg ihre Grenzen aufzeigten.